# I Wonder Who’s Kissing Her Now
I Wonder Who’s Kissing Her Now – album amerykańskiego muzyka Raya Charlesa, wydany w 1997 roku.

## Lista utworów
1. „Alone in the City”
2. „Can Anyone Ask for More”
3. „Rockin’ Chair Blues”
4. „Let’s Have a Ball”
5. „Ho Long How Long Blues”
6. „A Sentimental Blues”
7. „You’ll Always Miss the Water (When the Well Runs Dry)”
8. „I’ve Had My Fun (Going Down Slow)”
9. „Sitting on the Top of the World”
10. „Ain’t That Fine”
11. „Don’t Pull All Your Dreams Inone Basket”
12. „Ray Charles Blues”
13. „Honey Honey”
14. „She’s on the Ball”
15. „Baby Won’t You Please Come Home”
16. „If I Give You My Love”
17. „This Love of Mine”
18. „Can’t You See Me Darling”
19. „Someday”
20. „I’m Going Down to the River”